# Metaphycus agrestis
Metaphycus agrestis är en stekelart som beskrevs av Annecke och Mynhardt 1972. Metaphycus agrestis ingår i släktet Metaphycus och familjen sköldlussteklar. Inga underarter finns listade i Catalogue of Life.